# The Ruggeds
The Ruggeds is een Nederlandse breakdancegroep uit Eindhoven opgericht in 2005. De groep zelf prefereert de term breaking of B-boying, in plaats van breakdance. In 2022 werd het duet 'Waterbrothers' van de groep genomineerd voor meest indrukwekkende dansproductie van het jaar. The Ruggeds bereiden zich voor op de Olympische Spelen van 2024.

## Dansers
The groep bestaat uit:
- Roy Overdijk
- Rico Ebenizer Coker
- Virgil Dey
- Jessy Kemper
- Niek Traa
- Lee-Lou Demierre
- Tawfiq Amrani
- Andy Tjong
- Sjoerd Poldermans

## Producties
The Ruggeds hebben onder andere de volgende producties opgevoerd:
- Decypher (2022)
  - Vier dansers van The Ruggeds produceren elk een verhaal gebaseerd op een getal.[5]
- State Shift (2021)
  - Deze productie bestaat uit een solo "Turns" en een duet "Waterbrothers".[6]
- Between Us (2019)
- Adrenaline (2017)